# Dialog – De grönas parti

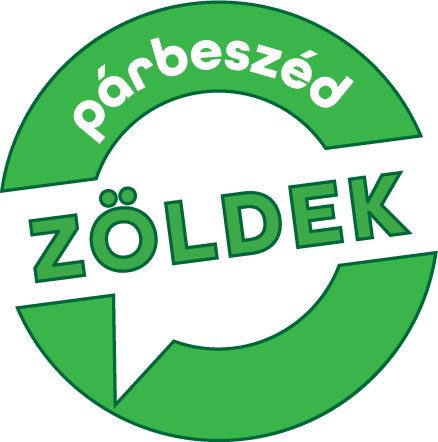
Partiets logga

Partiets före detta logga

Dialog – De grönas parti (ungerska: Párbeszéd – A Zöldek Pártja; tidigare: Dialog för Ungern; ungerska: Párbeszéd Magyarországért, PM), förkortat Dialog eller Dialog – De gröna (ungerska: Párbeszéd, Párbeszéd – Zöldek) är ett ungerskt grönt, eller rödgrönt, parti. Partiet grundades i februari 2013 efter att åtta riksdagsledamöter gått ur LMP-partiet och skapat en egen organisation. Partiet hade inför riksdagsvalet 2014 format en koalition med det likaså nyskapade partiet "Together 2014" (grundat 2012) och tillsammans vann de fyra platser i Nationalförsamlingen liksom även en plats i EU-parlamentet. Av dessa gick en plats i Nationalförsamlingen till Dialog för Ungern och i EU fick de in en representant. 

## Bakgrund
Det grönliberala partiet En annan politik är möjlig (LMP) bildades 2009 och var ett av fyra partier som vann platser i Nationalförsamlingen genom riksdagsvalet 2010. I november 2012 bestämde partiet att inte gå med i den planerade valalliansen för oppositionsrörelser i landet, Together 2014, ledd av Gordon Bajnai. Detta ledde till att Benedek Jávor avgick från sin post som gruppledare i parlamentet. Tillsammans med sina supportrar, däribland Tímea Szabó och Gergely Karácsony, grundade han (de) en plattform inom partiet med beteckningen Dialog för Ungern. Plattformen argumenterade för en valallians med Together 2014 i syfte att lättare kunna åstadkomma ett politiskt systemskifte. 

## Politik och utspel

### Basinkomst
I samband med en presskonferens den 15 februari 2015 framhöll partiets företrädare att partiet kommer att verka för att basinkomst införs i Ungern. Detta utspel kom efter en intern omröstning i partiet i vilket 90 procent av partimedlemmarna röstat för denna inriktning. I det förslag som partiet gått ut med kommer barn att få ca 80 euro per månad, vuxna ca 160 euro per månad och unga mödrar ca 240 euro per månad.